# Ménil
 Ménil  es una localidad y comuna de Francia, en la región de País del Loira, departamento de Mayenne, en el distrito de Château-Gontier y cantón de Château-Gontier-Este (Cantón d'Azé desde marzo de 2015).
Su población en el censo de 1999 era de 785 habitantes.
Está integrada en la Communauté de communes du Pays de Château-Gontier.

## Demografía
| 897 | 820 | 768 | 779 | 747 | 785 |
| Para los censos de 1962 a 1999 la población legal corresponde a la población sin duplicidades (Fuente: INSEE [Consultar]) |     |     |     |     |     |